# 向成斌
向成斌（1962年—），重庆人，中国科学技术大学生命科学院教授，主要从事植物环境胁迫生物学等方向的研究工作。入选中华人民共和国教育部第五批"长江学者"特聘教授，曾就读于西南农业大学园艺系。